# Бока-де-ла-Сьєрпе
Бока-де-ла-Сьєрпе або Канал Колумба (ісп. Boca de la Serpiente) — протока між мисом Ікакос на південному заході Тринідаду і Тобаго і північним узбережжям Венесуели, від Атлантичного океану до затоки Парія. Довжина каналу близько 14 км у найвужчому місці.

## Історія

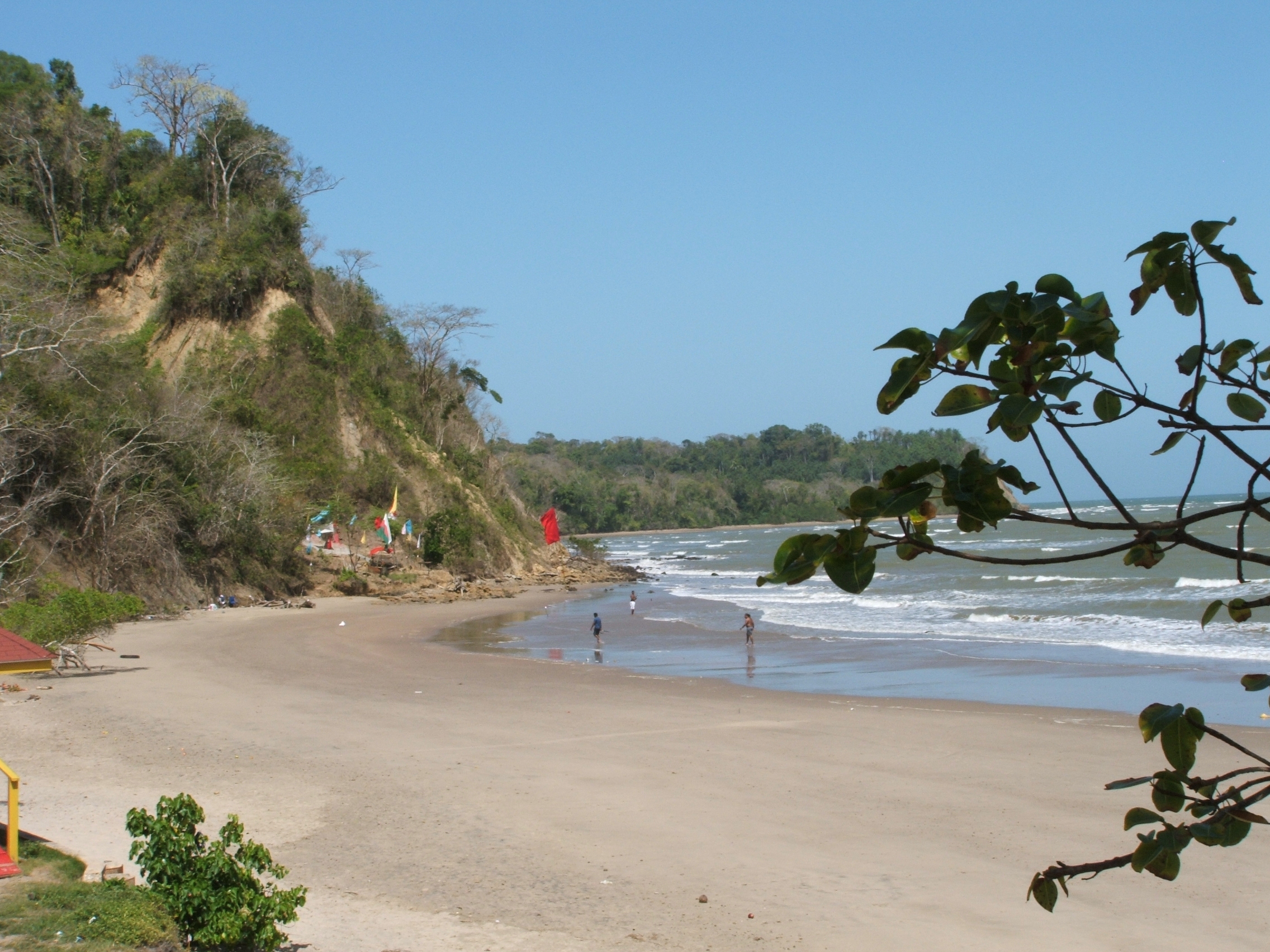
Затока Квінам, канал Колумба, Південне узбережжя, Тринідад і Тобаго.

Протоку назвали протокою Колумба на честь Христофора Колумба під час його третьої подорожі.